# Allegoria della battaglia di Lepanto
Allegoria della battaglia di Lepanto è un dipinto di Paolo Veronese del 1572-1573, custodito nelle gallerie dell'Accademia di Venezia ed originariamente destinato all'altare della confraternita del Rosario presso la chiesa domenicana di San Pietro Martire a Murano.

## Descrizione
Basata sull'evento della battaglia di Lepanto, l'opera è divisa, come molti quadri votivi, in due parti.
La sezione superiore mostra ciò che la critica più recente ha individuato come una rappresentazione della Vergine d'Adria (la Repubblica Serenissima), ammantata del mantello bianco della Fede, che è presentata al cospetto della Vergine del Rosario da San Pietro, San Giacomo, San Marco e Santa Giustina (riconoscibili grazie ai loro attributi iconografici, rispettivamente: le chiavi, le vesti di pellegrino con conchiglia e bordone, il leone, e il pugnale a simboleggiare il martirio). I santi, protettori delle forze componenti la terza Lega Santa, sono disposti a semicerchio nell'atto di rendere omaggio alla Vergine. Alle loro spalle è dipinto un gruppo di angeli, riuniti in coro di preghiera in suffragio della vittoria, dei quali uno fa capolino tra le nuvole scagliando saette sulle navi ottomane.
Nella parte inferiore, la cui divisione è resa chiara proprio dalla linea di nuvole, si svolge la battaglia vera e propria. Le navi sono illuminate da raggi di luce provenienti dal cielo soprastante, ad indicare come l'esito dello scontro fosse stato determinato da forze ultraterrene.
L'allegoria è volta a sottolineare il ruolo svolto da Venezia nella battaglia, rispetto agli altri due componenti la Lega rappresentati dai propri patroni, essendo la Serenissima simboleggiata da due dei quattro santi: il patrono San Marco Evangelista e Santa Giustina, martire veneta festeggiata proprio nel giorno della vittoria cristiana, il 7 ottobre.

## Motivo
Pur risentendo della situazione coeva e volendo veicolare un preciso messaggio politico, l'opera mantiene un profondo messaggio spirituale: «soltanto le preghiere rivolte ai santi e alla Vergine e la loro intercessione, assieme naturalmente alla fede, alla purezza degli intenti e all'esemplarità delle opere e dei comportamenti, possono attrarre il favore di Dio, che dà senso e si appropria della violenza dei cristiani, ne determina il trionfo e lo inserisce in una prospettiva fortemente provvidenzialistica». Il significato escatologico attribuito alla battaglia di Lepanto, infatti, non può essere ignorato, e fu ampiamente diffuso dalla propaganda cattolica sia preliminarmente sia successivamente all'evento bellico stesso.